# Julius von Puttkamer
Ernst Julius von Puttkamer (* 19. Mai 1822 in Pansin, Kreis Saatzig; † 16. Januar 1905 in Stettin) war ein preußischer Fideikommissbesitzer und Politiker.

## Leben
Er stammte aus der pommerschen uradligen Familie Puttkamer und war der Sohn des Ernst Friedrich Georg von Puttkamer (1787–1824), Gutsherrn auf Pansin mit Anteil Henkenhagen und anderen Gütern, und dessen Ehefrau Friederike Johanne Helene, geborene von Lettow-Vorbeck (1796–1880).
Puttkamer war Fideikommissbesitzer von Schlackow als landtagsfähiges Gut im Kreis Stolp, ab 1890 königlicher Kammerherr und Rechtsritter des Johanniterordens. Ferner war er Herr auf Henkenhagen im Kreis Regenwalde und auf Peest. In der preußischen Armee erreichte er den Dienstgrad eines Oberleutnants. 
Im Jahre 1854 wurde Puttkamer auf Präsentation des alten und des befestigten Grundbesitzes im Landschaftsbezirk Herzogtum Wenden Mitglied des Preußischen Herrenhauses. Wegen Veräußerung des Fideikommiss schied er 1903 aus Herrenhaus aus, da er das Fideikommiss an seinen Sohn Günther übertragen hatte.
Julius von Puttkamer war seit 1846 mit Bertha von Bockelberg (1825–1891) verheiratet. Aus der Ehe gingen der Sohn Günther Georg Peter von Puttkamer (1861–1921) und eine Tochter hervor.